# Rzecznik Praw Pacjenta Szpitala Psychiatrycznego
Rzecznik Praw Pacjenta Szpitala Psychiatrycznego – polska instytucja powołana w celu zapewnienia realizacji praw osób korzystających ze świadczeń zdrowotnych udzielanych przez szpitale psychiatryczne, a także przeciwdziałania nadużyciom wobec tych osób. Instytucja Rzecznika została wprowadzona 13 sierpnia 2005 nowelizacją ustawy o ochronie zdrowia psychicznego. Rozporządzenie określające szczegółowy zakres działania Rzecznika zostało wydane 13 stycznia 2006.
Do zadań Rzecznika Praw Pacjenta Szpitala Psychiatrycznego należy w szczególności:
1. pomoc w dochodzeniu praw w sprawach związanych z przyjęciem, leczeniem, warunkami pobytu i wypisaniem ze szpitala psychiatrycznego,
2. wyjaśnianie lub pomoc w wyjaśnianiu ustnych i pisemnych skarg tych osób,
3. współpraca z rodziną, przedstawicielem ustawowym, opiekunem prawnym lub faktycznym tych osób,
4. inicjowanie i prowadzenie działalności edukacyjno-informacyjnej w zakresie praw osób korzystających ze świadczeń zdrowotnych udzielanych przez szpital psychiatryczny.

W zakresie realizacji swoich zadań Rzecznik współpracuje z Rzecznikiem Praw Obywatelskich, Rzecznikiem Praw Dziecka, konsultantem krajowym i konsultantami wojewódzkimi w dziedzinie psychiatrii.

## Rzecznik
Rzecznicy Praw Pacjenta Szpitala Psychiatrycznego są pracownikami Biura Rzecznika Praw Pacjenta utworzonego przez ministra właściwego do spraw zdrowia w formie jednostki budżetowej i wykonują swoje zadania przy pomocy tego Biura. Rzecznicy przedstawiają właściwemu dyrektorowi Biura Rzecznika Praw Pacjenta okresowe informacje dotyczące przestrzegania praw pacjenta oraz działań podejmowanych w tym zakresie nie rzadziej niż 2 razy w roku, a także w przypadku zażądania informacji przez dyrektora Biura Rzecznika Praw Pacjenta.
Rzecznikiem Praw Pacjenta Szpitala Psychiatrycznego może być osoba, która:
- posiada wykształcenie wyższe,
- posiada wiedzę na temat praw i wolności człowieka, w szczególności osoby z zaburzeniami psychicznymi, a także możliwości skutecznej ochrony tych praw,
- posiada doświadczenie w pracy z osobami z zaburzeniami psychicznymi,
- jest obywatelem polskim,
- korzysta z pełni praw publicznych,
- nie była karana za przestępstwo popełnione z winy umyślnej,
- cieszy się nieposzlakowaną opinią.

Rzecznik Praw Pacjenta Szpitala Psychiatrycznego nie może być:
- wykonawcą działalności leczniczej finansowanej z NFZ oraz zaopatrywać w środki pomocnicze i wyroby medyczne
- właścicielem, pracownikiem lub współpracownikiem szpitala (ZOZ)
- właścicielem lub pracownikiem apteki, hurtowni farmaceutycznej lub wytwórcą produktu leczniczego lub wyrobu medycznego
- właścicielem akcji lub udziałów w spółce prowadzącej szpital, aptekę lub hurtownię farmaceutyczną albo wytwarzającej produkty lecznicze lub wyroby medyczne
- członkiem Rady Narodowego Funduszu Zdrowia albo rady oddziału wojewódzkiego NFZ,
- pracownikiem NFZ

## Uprawnienia
W celu realizacji swoich zadań Rzecznik ma prawo do:
1. wstępu do szpitala psychiatrycznego,
2. występowania z wnioskiem do lekarza prowadzącego, ordynatora oddziału psychiatrycznego lub kierownika zakładu opieki zdrowotnej oraz do podmiotów, które utworzyły ten zakład, o podjęcie działań zmierzających do usunięcia przyczyny skargi lub zaistniałych naruszeń,
3. po uzyskaniu stosownych uprawnień ze strony osoby korzystającej ze świadczeń zdrowotnych udzielanych przez szpital psychiatryczny, jej przedstawiciela ustawowego, opiekuna prawnego lub faktycznego do wglądu w dokumentację medyczną.

Kierownik zakładu opieki zdrowotnej, na terenie którego Rzecznik wykonuje swoje obowiązki, jest obowiązany zapewnić ku temu warunki.
Rzecznik, informując przed wszczęciem postępowania wyjaśniającego skarżącego pacjenta o swoich uprawnieniach, realizuje swoje zadania w szczególności poprzez:
- przyjmowanie ustnych i pisemnych skarg pacjenta przebywającego w szpitalu psychiatrycznym, skarg rodziny pacjenta, jego przedstawiciela ustawowego lub osoby sprawującej faktyczną opiekę nad pacjentem oraz ocenę zasadności skargi;
- zapewnienie pacjentowi dostępu do informacji prawnej;
- pomoc w sporządzeniu i złożeniu skargi do kierownika szpitala psychiatrycznego lub innych instytucji;
- udzielanie pomocy pacjentowi wypisanemu ze szpitala psychiatrycznego, jeśli skarga została złożona w trakcie pobytu pacjenta w szpitalu psychiatrycznym, a procedura rozpatrywania skargi nie została zakończona.

Rzecznik wykonuje powyższe czynności w oddziałach psychiatrycznych w szpitalach ogólnych, klinikach psychiatrycznych, sanatoriach dla osób z zaburzeniami psychicznymi i innych zakładach opieki zdrowotnej sprawujących całodobową opiekę psychiatryczną lub odwykową, przy czym swoim działaniem obejmuje obszar terytorialny nie większy niż województwo.
Rzecznik prowadzi dokumentację skarg pacjenta oraz podjętych działań i wykonywanych czynności, dzielącą się na indywidualną, odnoszącą się do skarg lub pytań poszczególnych pacjentów, oraz zbiorczą, dotyczącą poszczególnych rodzajów skarg lub pytań. Przechowywanie i ochrona dokumentacji odbywa się zgodnie z przepisami o dokumentacji medycznej. Rzecznik dokonuje też z własnej inicjatywy oceny przestrzegania praw pacjentów, w szczególności w odniesieniu do pacjentów:
- przyjętych do szpitala psychiatrycznego bez zgody;
- wobec których zastosowano przymus bezpośredni;
- niezdolnych do wyrażenia zgody lub stosunku do przyjęcia albo leczenia;
- przebywających w szpitalu psychiatrycznym na mocy orzeczenia sądowego o zastosowaniu środka zabezpieczającego.

## Działalność informacyjno-edukacyjna
Rzecznik prowadzi działalność informacyjno-edukacyjną poprzez organizowanie we współpracy z samorządem pacjentów spotkań mających na celu informację o prawach przysługujących pacjentowi oraz wyjaśnianie pacjentowi, jego rodzinie, przedstawicielowi ustawowemu lub opiekunowi prawnemu lub faktycznemu wątpliwości, w szczególności związanych ze skierowaniem i przyjęciem do szpitala psychiatrycznego, stosowaniem środków przymusu oraz postępowaniem leczniczym.
Rzecznik umieszcza na tablicach informacyjnych, w izbie przyjęć oraz w oddziałach szpitala psychiatrycznego informację o możliwości korzystania z pomocy Rzecznika przez pacjenta, jego przedstawiciela ustawowego lub osobę sprawującą faktyczną opiekę nad pacjentem. Na tablicach informacyjnych umieszcza się dni, godziny i miejsca przyjęć Rzecznika.